# Premios Juventud 2025

Os Premios Juventud 2025 serão realizados no Panamá em 25 de setembro de 2025.  
A cerimônia será transmitida simultaneamente pela Univision, UniMás, Galavisión e via streaming pela ViX.  

## Indicações
Em 13 de agosto de 2025, a Univision anunciou os artistas selecionados para a categoria "Artist 2 Watch", uma iniciativa que destaca talentos emergentes considerados promessas da música latina. Os sete artistas escolhidos foram: Andrea Bejar, Angélica García, Maye Cachirula, Luz Gaggi, Maye Togo, Paloma Morphy e Renata Flores.
A lista de indicados foi divulgada em 19 de agosto. Bad Bunny e Danny Ocean lideraram as indicações com seis cada. Em seguida vieram Anitta, Beéle, Carín León, Emilia, Myke Towers, Netón Vega e Peso Pluma, com cinco indicações cada.
Artist of the Year
- Bad Bunny * Beéle
- Carín León
- Karol G
- Myke Towers
- Natti Natasha
- Netón Vega
- Rauw Alejandro

Favorite Group or Duo of The Year
- Fuerza Regida
- Grupo Frontera
- Mau y Ricky
- Morat
- Rawayana

New Generation – Female Artist
- Aria Bela
- De La Rose
- Mari
- Yailin La Más Viral
- Yami Safdie
- Yeri Mua

New Generation – Male Artist
- Alex Ponce
- Alleh
- Beéle
- Ca7riel & Paco Amoroso
- DND
- Kapo
- La Cruz
- Leo Rizzi
- Roa
- Yorghaki

New Generation – Mexican Music
- Calle 24
- Camila Fernández
- Clave Especial
- Esaú Ortiz
- Kevin Aguilar
- Línea Personal
- Macario Martínez
- Netón Vega
- Tito Double P
- Victor Mendivil

Girl Power
- “Amiga Date Cuenta” – Ha*Ash & Thalía
- “Blackout” – Emilia, Tini & Nicki Nicole
- “Chulo Pt.2” – Bad Gyal, Tokischa & Young Miko
- “En 4” – Kenia OS & Anitta
- “Mi Rey, Mi Santo” – María José & Ana Bárbara
- “Miumiu” – Sofía Reyes, Luísa Sonza & Rainao

OMG Collaboration
- “Dallax” – Feid & Ty Dolla $ign
- “Now Or Never” – Bon Jovi & Pitbull
- “Ojos Tristes (With The Marías)” – Selena Gomez, Benny Blanco & The Marías
- “Santa” – Rvssian, Rauw Alejandro & Ayra Starr
- “Tonight (Bad Boys: Ride Or Die)” – Black Eyed Peas, El Alfa ft. Becky G

The Perfect Collab
- “La Cuadrada” – Belinda & Tito Double P
- “Mercedes” – Becky G & Oscar Maydon
- “Perdonarte ¿Para Qué?” – Los Ángeles Azules & Emilia
- “Por Qué Será” – Grupo Frontera & Maluma
- “Vivir Sin Aire” – Maná & Carín León

Best Dance Track
- “2 The Moon” – Pitbull, Ne-Yo, Afrojack, DJ Buddha
- “Como La Flor” – Play-N-Skillz, Natti Natasha & Deorro
- “Corridos Y Alcohol” – Steve Aoki & Oscar Maydon
- “Savage Funk (DJ Snake Remix)” – Anitta & DJ Snake
- “Teka” – DJ Snake & Peso Pluma

Best Urban Track
- “57+” – Karol G, Feid, DFZM ft. Ovy On The Drums, J Balvin, Maluma, Ryan Castro, Blessd
- “Bing Bong” – Yailin La Más Viral & Puyalo Pantera
- “Degenere” – Myke Towers ft. Benny Blanco
- “DTMF” – Bad Bunny
- “Gata Only” – Floyymenor & Cris MJ
- “Hay Lupita” – Lomiiel
- “La Plena (W Sound 5)” – W Sound, Beéle & Ovy On The Drums
- “Polvo De Tu Vida” – J Balvin & Chencho Corleone
- “Savage Funk” – Anitta
- “Tommy & Pamela” – Peso Pluma & Kenia OS

Best Urban Mix
- “Adivino” – Myke Towers & Bad Bunny
- “Carbon Vrmor” – Farruko & Sharo Towers
- “Comernos” – Omar Courtz & Bad Gyal
- “Gata Only (Remix)” – Floyymenor, Ozuna & Anitta
- “Gatitas Sandungueras Vol.1” – Álvaro Díaz & Feid
- “La Nena” – Lyanno & Rauw Alejandro
- “Mamasota” – Manuel Turizo & Yandel
- “Mírame” – Blessd & Ovy On The Drums
- “Puro Guayeteo” – Wisin, Don Omar & Jowell y Randy
- “Teka” – DJ Snake & Peso Pluma

Best Urban Alternative Song
- “Chaparrita” – Standly & Yeri Mua
- “Nubes” – De La Rose & Omar Courtz
- “Real Gangsta Love” – Trueno
- “Tú Et Moi” – Judeline & Mc Morena
- “Tu Vas Sin (Fav)” – Rels B

Best Urban Album
- Cvrbon Vrmor [C_de:G_d.O.N.] – Farruko
- Debí Tirar Más Fotos – Bad Bunny
- Elyte – Yandel
- Funk Generation – Anitta
- La Pantera Negra – Myke Towers
- Mr. W (Deluxe) – Wisin
- Rayo – J Balvin
- San Blas – Boza
- Sayonara: Finales Alternos – Álvaro Díaz
- Tranki, Todo Pasa – Sech

Best Pop/Urban Song
- “2am” – Sebastián Yatra & Bad Gyal
- “Anestesia” – Venesti, Goyo & Slow Mike
- “Cosas Pendientes” – Maluma
- “Latina Foreva” – Karol G
- “Nuevayol” – Bad Bunny
- “Orión” – Boza & Elena Rose
- “Priti” – Danny Ocean & Sech
- “Soltera” – Shakira

Best Pop/Rhythmic Song
- “La_playlist.Mpeg” – Emilia
- “Ley Universal” – Danny Ocean
- “Loveo” – Daddy Yankee
- “Nota” – Jay Wheeler & Omar Courtz
- “Tamo Bien” – Enrique Iglesias, Pitbull & Iamchino
- “Volver” – Piso 21, Marc Anthony & Beéle

Best Pop Song
- “Bala Perdida” – Arthur Hanlon & Ángela Aguilar
- “García” – Kany García
- “Mientes” – Reik
- “Querida Yo” – Yami Safdie & Camilo
- “Samaná” – Mau y Ricky, Danny Ocean & Yorghaki

Best Pop/Rock Song
- “¿Cómo Pasó?” – Ela Taubert
- “Me Toca A Mí” – Morat & Camilo
- “Ojalá Pudiera Borrarte” – Maná & Marco Antonio Solís
- “Se Va La Luz” – Black Guayaba
- “Una Noche Contigo” – Juanes

Best Pop/Ballad Song
- “Abrázame” – Ángela Aguilar, Felipe Botello y El Sonoro Rugir
- “El Cielo Te Mandó Para Mi” – Ha*Ash
- “Lo Que Nos Faltó Decir” – Jesse & Joy
- “Palmeras En El Jardín” – Alejandro Sanz
- “Roma” – Luis Fonsi & Laura Pausini

Best Pop Album
- A Mucha Honra – Thalía
- El Viaje – Luis Fonsi
- Haashville – Ha*Ash
- Hotel Caracas – Mau y Ricky
- Lo Que Nos Faltó Decir – Jesse & Joy
- Milagro – Sebastián Yatra
- Panorama – Reik
- Reflexa – Danny Ocean
- ¿Y Ahora Qué? – Alejandro Sanz
- Ya Es Mañana – Morat

Tropical Hit
- “Ale Ale” – Marc Anthony
- “Baile Inolvidable” – Bad Bunny
- “Desde Hoy” – Natti Natasha
- “En Privado” – Xavi & Manuel Turizo
- “Fuera De Lugar” – Venesti
- “How Deep Is Your Love” – Prince Royce
- “Imagínate” – Danny Ocean & Kapo
- “Llorar Bonito” – Luis Figueroa
- “Raíces” – Gloria Estefan
- “Si Antes Te Hubiera Conocido” – Karol G

Tropical Mix
- “Capaz (Merengueton)” – Alleh & Yorghaki
- “El Caballito” – Fariana & Oro Solido
- “Es Un Secreto” – Christian Alicea ft. DJ Buddha
- “Hoy No Me Siento Bien” – Alejandro Sanz & Grupo Frontera
- “La Culpa” – Kany García & Rawayana
- “Ohnana” – Kapo ft. Maluma, Ryan Castro, Farruko & Nicky Jam
- “Que Haces” – Becky G & Manuel Turizo
- “Santa Marta” – Luis Fonsi & Carlos Vives
- “Una Vida Pasada” – Camilo & Carín León
- “Vestido Rojo” – Silvestre Dangond & Emilia

Afrobeat Of The Year
- “Amor” – Danny Ocean
- “Mi Refe” – Beéle & Ovy On The Drums
- “Soleao” – Myke Towers & Quevedo
- “Tengo Un Plan (Remix)” – Key-Key & Ozuna
- “Uwaie” – Kapo

Best Tropical Album
- Astropical – Bomba Estéreo, Rawayana & Astropical
- Ataca Sergio! Presents: Urban Salsa Sessions! – Sergio George
- Coexistencia – Luis Figueroa
- Cuatro – Camilo
- Eterno – Prince Royce
- Muevense – Marc Anthony
- Natti Natasha En Amargue – Natti Natasha
- Raíces – Gloria Estefan
- Reparto – Gente De Zona
- Yo Deluxe – Christian Alicea

Best Mexican Music Song
- “El Amigo” – Christian Nodal
- “El Amor De Mi Herida” – Carín León
- “Mira Quién Lo Dice” – Pepe Aguilar
- “Perdonarte ¿Para Qué?” – Los Ángeles Azules & Emilia
- “Que Siga Pasando” – Chiquis

Best Mexican Music Fusion
- “300 Noches” – Belinda & Natanael Cano
- “Corazón De Piedra” – Xavi
- “Dos Días” – Tito Double P & Peso Pluma
- “Morena Canela” – Chino Pacas
- “Si No Quieres No” – Luis R Conriquez & Netón Vega
- “Tu Boda” – Oscar Maydon & Fuerza Regida

Best Mexican Mariachi Music
- “Amé” – Christian Nodal
- “Cuéntame” – Majo Aguilar & Alex Fernández
- “Mi Eterno Amor Secreto” – Yuridia & Eden Muñoz
- “Mis Amigas Las Flores” – Ángela Aguilar
- “Un Millón De Primaveras (En Vivo Desde La Plaza De Toros La México)” – Alejandro Fernández

Best Mexican Banda Music
- “Aquí Hay Para Llevar” – La Arrolladora Banda El Limón De René Camacho
- “El Beneficio De La Duda” – Grupo Firme
- “¿Qué Será De Mi Ex?” – La Adictiva
- “Tengo Claro” – Banda MS De Sergio Lizárraga & Alfredo Olivas
- “Voy A Levantarme” – Banda Los Sebastianes De Saúl Plata

Best Mexican Norteño Music
- “Aquí Mando Yo” – Los Tigres Del Norte
- “Bandido De Amores” – Leonardo Aguilar & Pepe Aguilar
- “Con Todo Respetillo” – Joss Favela & Luis R Conriquez
- “Rey Sin Reina” – Julión Álvarez y Su Norteño Banda
- “Traigo Saldo y Ganas De Rogar” – Eden Muñoz

Best Alternative Mexican Music
- “Como Capo” – Clave Especial & Fuerza Regida
- “Esa Noche” – Eslabon Armado & Macario Martínez
- “Holanda” – Línea Personal
- “Loco” – Netón Vega
- “Me Prometí” – Ivan Cornejo
- “Triple Lavada Remix” – Esaú Ortiz, Luis R Conriquez, Oscar Maydon, Alemán ft. Victor Mendivil

Best Mexican Music Album
- Aquí Mando Yo – Los Tigres Del Norte
- Boca Chueca, Vol.1 – Carín León
- Eden – Eden Muñoz
- Encuentros – Becky G
- Evolución – Grupo Firme
- Éxodo – Peso Pluma
- Jugando A Que No Pasa Nada – Grupo Frontera
- Mi Vida Mi Muerte – Netón Vega
- Next – Xavi
- Pero No Te Enamores – Fuerza Regida

My Favorite Actor
- Diego Klein – Con Esa Misma Mirada
- Emmanuel Palomares – Las Hijas De La Señora García
- Fernando Colunga – Amanecer
- José Ron – Papás Por Conveniencia
- Sebastián Rulli – El Extraño Retorno De Diana Salazar

My Favorite Actress
- Angélica Rivera – Con Esa Misma Mirada
- Angelique Boyer – El Extraño Retorno De Diana Salazar
- Ariadne Díaz – Papás Por Conveniencia
- Livia Brito – Amanecer
- Oka Giner – Las Hijas De La Señora García

They Make Me Fall In Love
- Angélica Rivera y Diego Klein – Con Esa Misma Mirada
- Angelique Boyer y Sebastián Rulli – El Extraño Retorno De Diana Salazar
- Ariadne Díaz y José Ron – Papás Por Conveniencia
- Claudia Martín y Daniel Elbittar – El Amor No Tiene Receta
- Eva Cede

Creator Of The Year
- Doris Jocelyn
- Federico Vigevani
- Isabella Ladera
- Jessica Judith Ortiz
- Jorge Chacón

Creator With A Social Cause
- Aaron Murphy
- Alex Serrano
- Alexis Omman
- Carlos Eduardo Espina
- Jesús Morales

Best Lol
- Alex Quiroz
- Dani Valle
- Edy Suárez
- Jose Ramones
- Los Chicaneros

1. Gettingreadywith

- Alex Barozzi
- Berenice Castro
- Chantal Torres
- Florencia Guillot Dors
- Yayis Villarreal

Podcast Of The Year
- “El Bueno, La Mala Y El Feo”
- “Casados y Complicados”
- “Date Cuenta Podcast”
- “Indomable con Regina Carrot”
- “Se Regalan Dudas”

Stream That Got Us Hooked
- Emilio Antun
- Envinadas
- Karime Kooler
- La Pija y La Quinqui
- La Más Draga

1. Airplanemode

- Alan Estrada
- Katy Esquivel
- Luisito Comunica
- Luz Carreiro
- Oscar Alejandro Pérez

Soccer Pov
- Ara y Fer
- Esteban Cacho
- Jero Freixas
- Josh Juanico
- Laura Biondo

## References
1. ↑  «Los Premios Juventud 2025 serán en Panamá: Todo lo que debes saber». Billboard Español (em espanhol). Consultado em 17 de agosto de 2025
2. ↑  Franco, Dafne (24 de julho de 2025). «Premios Juventud 2025 en Panamá: Todo lo que debes saber sobre el esperado evento». CATA Centroamérica (em espanhol). Consultado em 17 de agosto de 2025
3. ↑  Chavez, Ericka (agosto de 2025). «Premios Juventud 2025: ¡Solo faltan un par de días para conocer a los nominados!». Univision (em espanhol). Consultado em 17 de agosto de 2025
4. ↑  Chavez, Ericka (agosto de 2025). «Premios Juventud impulsa el talento de futuras estrellas: conoce a las Artistas 2 Watch de 2025». Univision (em espanhol). Consultado em 17 de agosto de 2025
5. ↑  Chavez, Ericka (agosto de 2025). «Bad Bunny & Danny Ocean Lead Premios Juventud 2025 Nominations: See the Complete List». Billboard (em espanhol). Consultado em 17 de agosto de 2025